# Geophila obvallata
Geophila obvallata là một loài thực vật có hoa trong họ Thiến thảo. Loài này được Didr. mô tả khoa học đầu tiên năm 1854.